# Palmar Chico
Palmar Chico is een plaats in het departement Tarija, Bolivia. Het is naar aantal inwoners de vierde grootste plaats van de gemeente Yacuíba, gelegen in de Gran Chaco provincie. 

## Bevolking
| Jaar | Populatie |
| ---- | --------- |
| 1992 | 1.416     |
| 2001 | 1.450     |
| 2012 | 1.766     |